# Bredene Koksijde Classic 2021
La Bredene Koksijde Classic 2021, diciottesima edizione della corsa e valevole come nona prova dell'UCI ProSeries 2021 categoria 1.Pro, si svolse il 19 marzo 2021 su un percorso di 199,9 km, con partenza da Bredene ed arrivo a Koksijde, in Belgio. La vittoria fu appannaggio del belga Tim Merlier, il quale completò il percorso in 4h13'43", alla media di 47,273 km/h, precedendo il danese Mads Pedersen e il francese Florian Sénéchal.
Sul traguardo di Koksijde 100 ciclisti, su 175 partiti da Bredene, portarono a termine la competizione.

## Squadre e corridori partecipanti
| N.      | Cod. | Squadra                  |
| ------- | ---- | ------------------------ |
| 1-7     | BOH  | Bora-Hansgrohe           |
| 11-17   | DQT  | Deceuninck-Quick Step    |
| 21-27   | UAD  | UAE Team Emirates        |
| 31-37   | DSM  | Team DSM                 |
| 41-47   | IGD  | Ineos Grenadiers         |
| 51-57   | TFS  | Trek-Segafredo           |
| 61-67   | GCF  | Groupama-FDJ             |
| 71-77   | LTS  | Lotto Soudal             |
| 81-87   | COF  | Cofidis                  |
| 91-97   | ISN  | Israel Start-Up Nation   |
| 101-107 | TQA  | Team Qhubeka Assos       |
| 111-117 | IWG  | Intermarché-Wanty-Gobert |
| 121-127 | AFC  | Alpecin-Fenix            |

| N.      | Cod. | Squadra                         |
| ------- | ---- | ------------------------------- |
| 131-137 | ARK  | Team Arkéa-Samsic               |
| 141-147 | DKO  | Delko                           |
| 151-157 | BBK  | B&B Hotels                      |
| 161-167 | TDE  | Total Direct Énergie            |
| 171-177 | BWB  | Bingoal WB                      |
| 181-187 | UXT  | Uno-X Pro Cycling Team          |
| 191-197 | SVB  | Sport Vlaanderen-Baloise        |
| 201-207 | THR  | Vini Zabù                       |
| 211-217 | BCF  | Bardiani-CSF-Faizanè            |
| 221-227 | TIS  | Tarteletto-Isorex               |
| 231-237 | XRL  | Xelliss-Roubaix Lille Métropole |
| 241-247 | BCY  | BEAT Cycling                    |

## Ordine d'arrivo (Top 10)
| Pos. | Corridore             | Squadra    | Tempo    |
| ---- | --------------------- | ---------- | -------- |
| 1    | Tim Merlier           | Alpecin    | 4h13'43" |
| 2    | Mads Pedersen         | Trek       | s.t.     |
| 3    | Florian Sénéchal      | Deceuninck | s.t.     |
| 4    | Tom Van Asbroeck      | Israel     | s.t.     |
| 5    | Eduard Michael Grosu  | Delko      | s.t.     |
| 6    | Stanisław Aniołkowski | Bingoal WB | s.t.     |
| 7    | Max Walscheid         | Qhubeka    | s.t.     |
| 8    | Bram Welten           | Arkéa      | s.t.     |
| 9    | Nils Politt           | Bora       | s.t.     |
| 10   | Cyril Lemoine         | B&B Hotels | s.t.     |